# St. Wolfgang (Mickhausen)

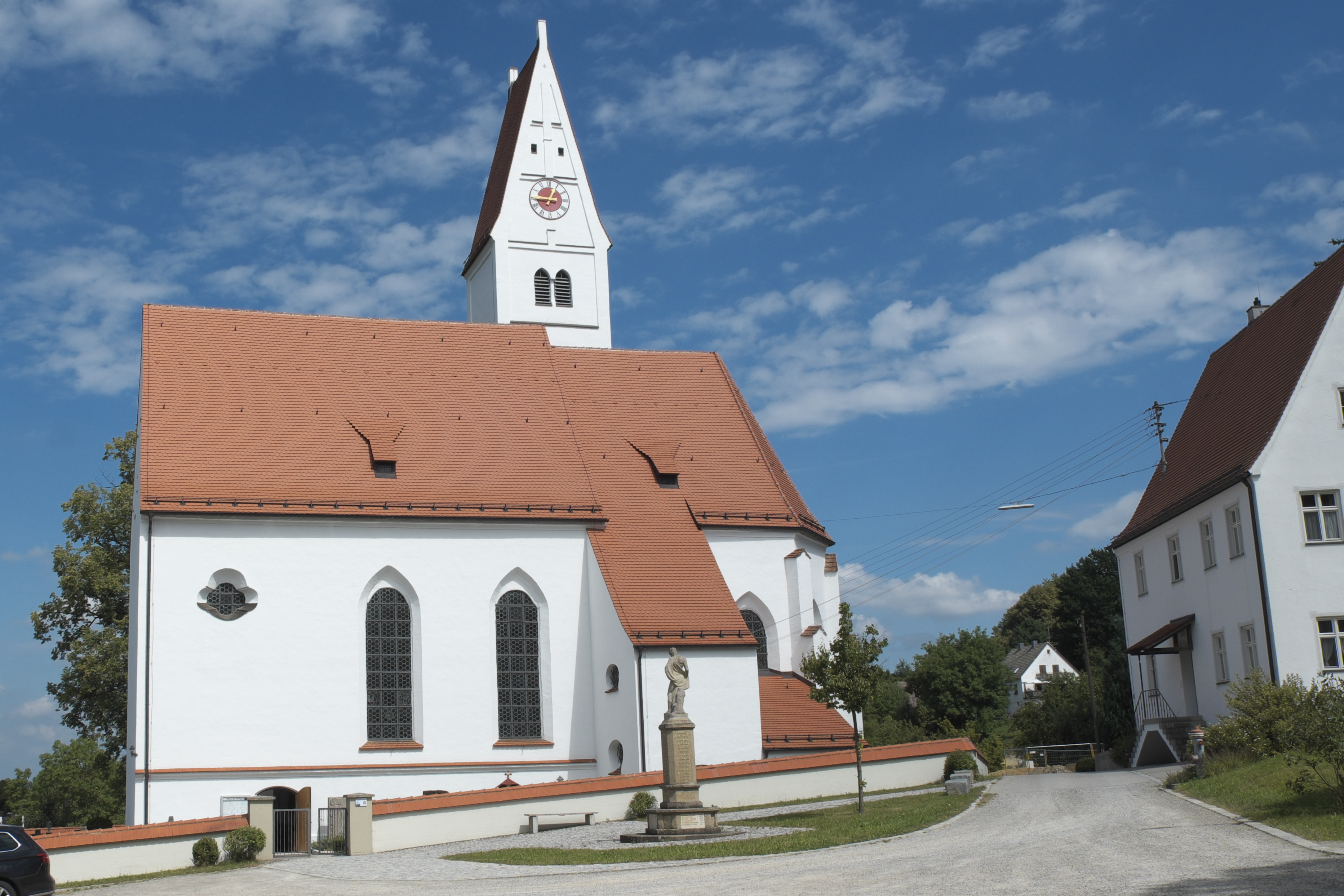
Pfarrkirche St Wolfgang

Die katholische Pfarrkirche St. Wolfgang liegt in Hanglage am südlichen Ortsrand von Mickhausen im Landkreis Augsburg im bayerischen Regierungsbezirk Schwaben. Der nachgotische Bau wurde im 17. Jahrhundert neu ausgestattet und im 18. Jahrhundert nochmals verändert. Die dem heiligen Wolfgang von Regensburg geweihte Kirche gehört zu den geschützten Baudenkmälern in Bayern.

## Geschichte
Das Gotteshaus entstand von 1535 bis 1538 als Nachfolgebau einer Kapelle, die 1507 in der Nähe des Schlosses angelegt worden war. Im Jahr 1528 hatte Raimund Fugger die Herrschaften Mickhausen und Münster von den Herren von Freyberg erworben. Der Auftraggeber des Neubaus am Ortsrand war Anton Fugger, die alte Kapelle wurde abgebrochen.
In den Jahren 1683 bis 1687 veranlasste Paul Fugger von Kirchberg und Weißenhorn einen aufwändigen Innenausbau. Die Leitung hatte der einheimische Maurermeister Hans Meitinger, die Stuckaturen schuf der Wessobrunner Johann Schmuzer.
1755 ließ Johann Ludwig Fugger die Kirche im Stil des Rokoko erneuern, wie aus der Inschrift am Chorbogen hervorgeht. Eine größere Restaurierung wurde 1945/46 durchgeführt.

## Architektur

### Außenbau
Die Kirche wird vom ummauerten Gemeindefriedhof umgeben. Strebepfeiler und Spitzbogenfenster verweisen noch auf den Ursprungsbau des 16. Jahrhunderts. Der eingezogene Chor schließt in drei Seiten des Achtecks. Den Abschluss des hohen Turmes im nördlichen Chorwinkel bildet ein steiles Satteldach.

### Innenraum

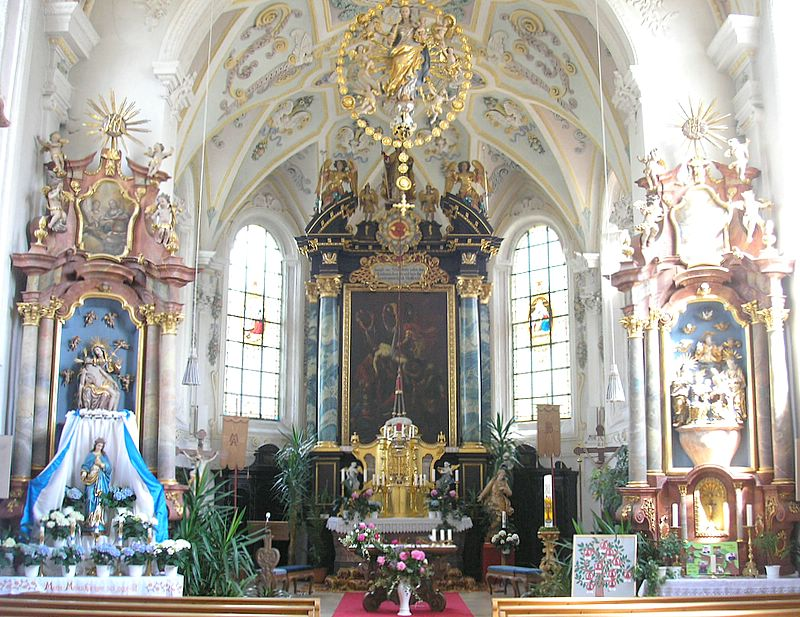
Chor und Seitenaltäre

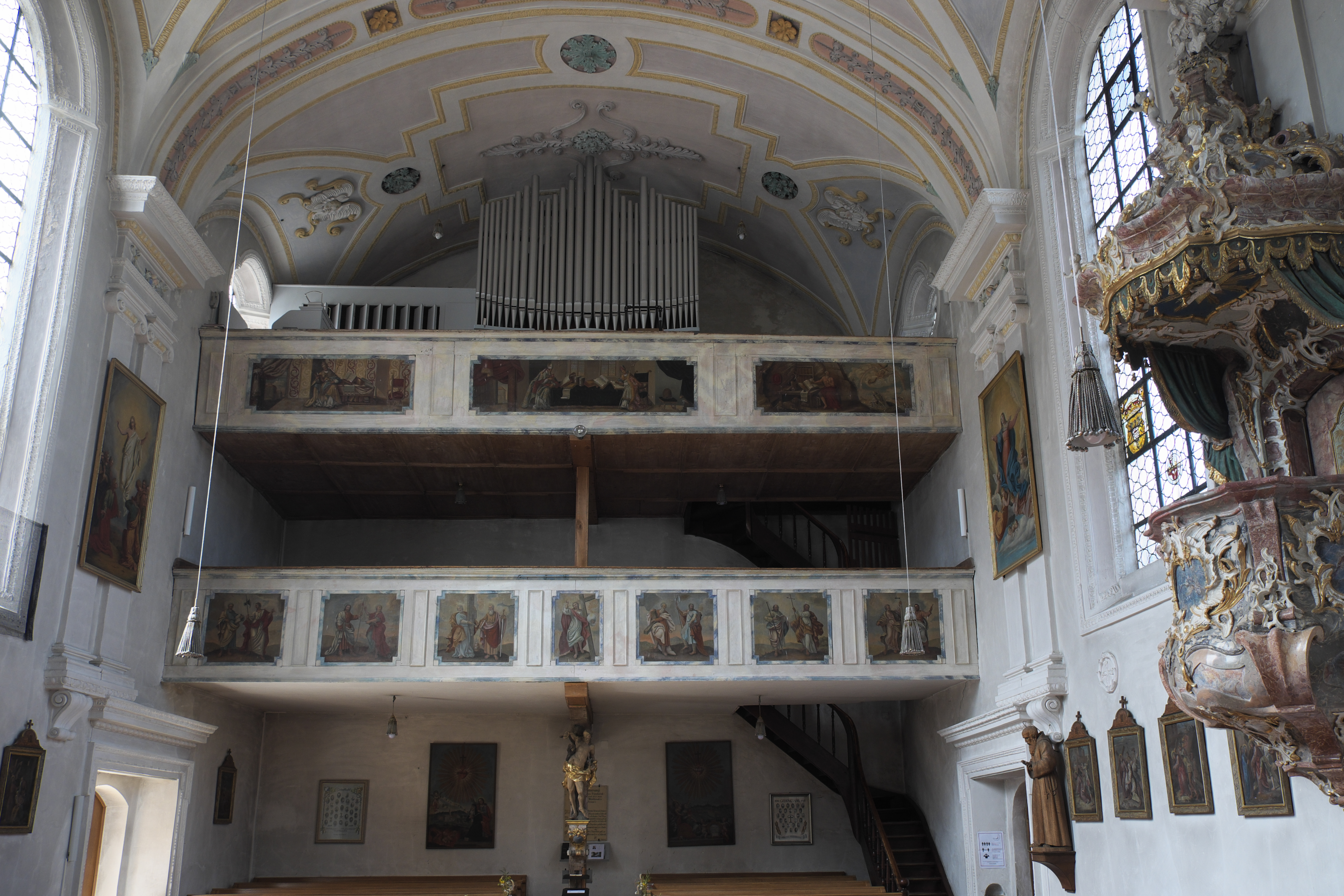
Doppelempore

Das dreijochige Langhaus wird von einer Stichkappentonne mit Gurtbögen überspannt. Die Gliederung der Wände besteht aus Doppelpilastern, teilweise über Volutenkonsolen. Die westliche Doppelempore wurde 1722 eingebaut und ruht auf einer Mittelstütze.
Auch das Chorgewölbe ist eine Stichkappentonne, deren ursprüngliche Rippen abgeschlagen wurden. Im Westen führen zwei Stichbogentüren mit geohrten Stuckrahmungen in die Sakristei bzw. in das kreuzgratgewölbte Turmuntergeschoß. Der Chor ist gegenüber dem Langhaus um zwei Stufen erhöht, der Chorbogen schließt in einem gedrückten Rundbogen.

## Stuckdekor

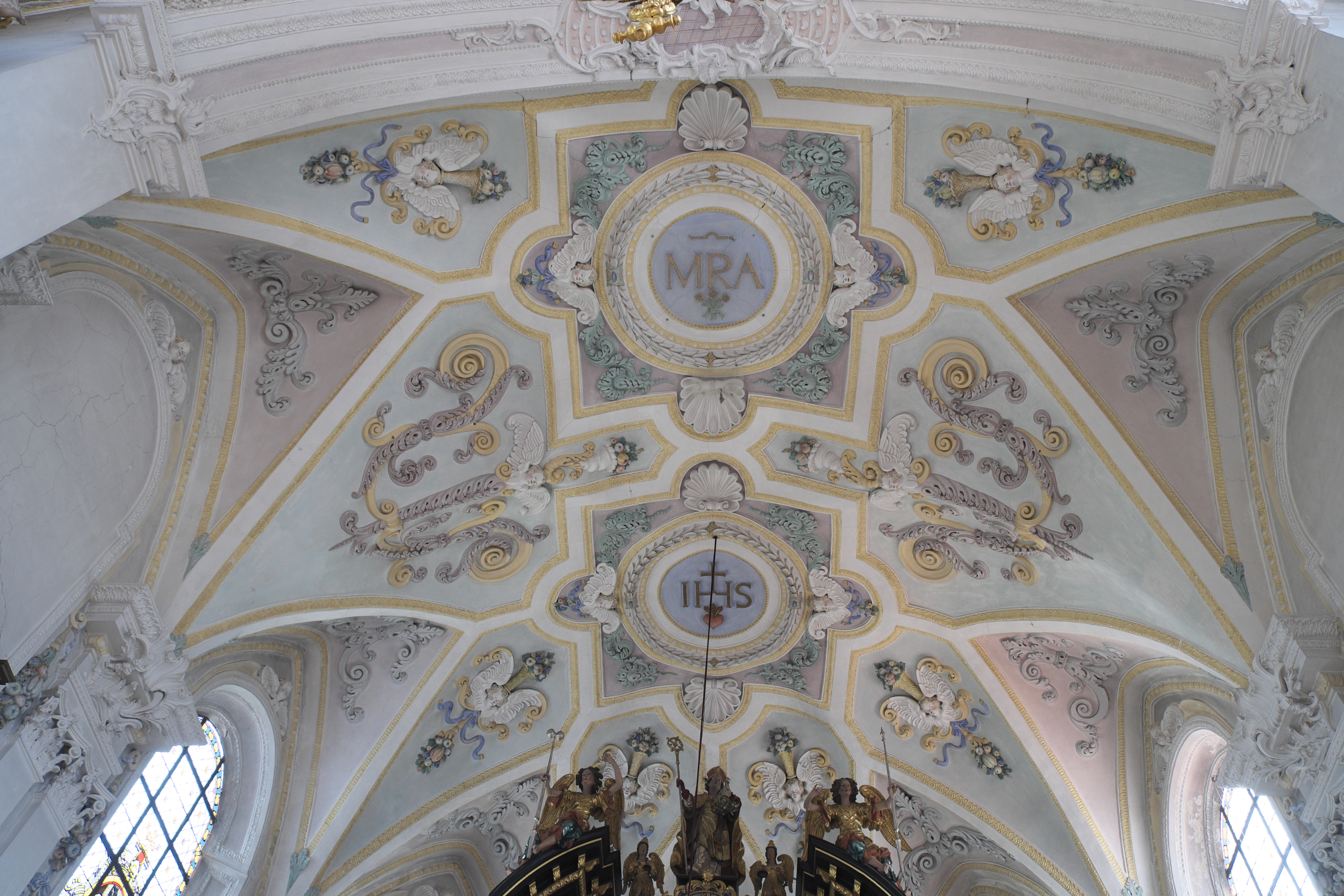
Deckenstuck im Chor

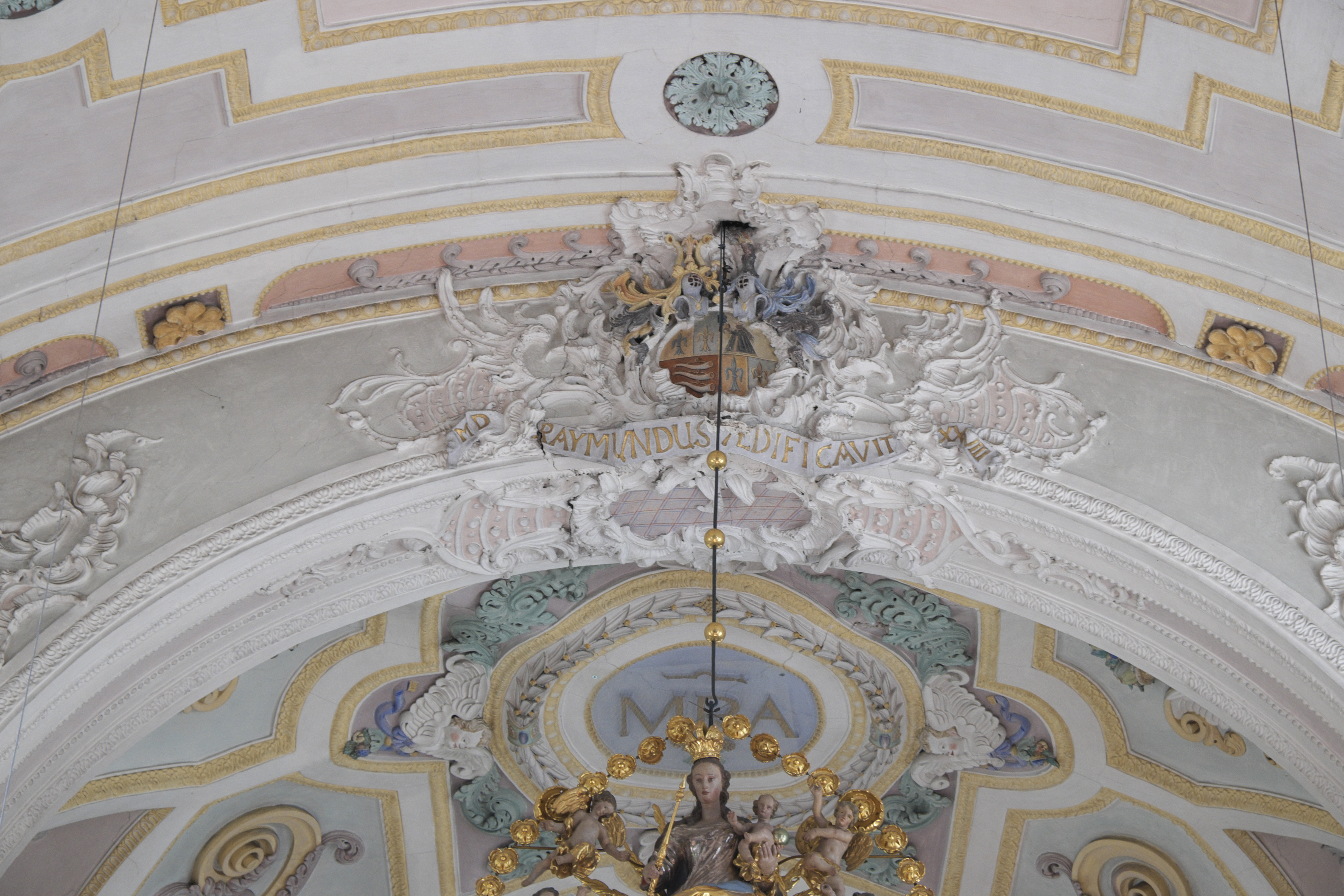
Wappenkartusche am Chorbogen

Die Stuckaturen entstanden in zwei Abschnitten. Um 1685 schuf Johann Schmuzer ein hochbarockes Dekor nach Wessobrunner Art. Die Decken sind in geometrische Felder unterteilt. Engelsköpfe mit Flügeln, Laubwerk, Fruchtbündel, Rosetten, Ranken und Füllhörner treten plastisch hervor.
Die Rokokoelemente fügte Jakob Jehle um 1755 hinzu. In den Rocaillekartuschen über dem Chorbogen finden sich die Inschriften: PAULUS RESTAURAVIT MDCLXXXV (Paul restaurierte die Kirche 1685) – LUDOVICUS RENOVAVIT MDCCLV (Ludwig renovierte die Kirche 1755). In der Mitte ist das Wappen Raimund Fuggers zu sehen. Die zugehörige Inschrift lautet: MD RAIMUNDUS AEDIFICAVIT XXVIII (Raimund erbaute die Kirche 1528).

## Bleiglasfenster
Die Wappenscheiben im Langhaus wurden 1539/40 nach Entwürfen von Christoph Amberger ausgeführt. Die Rechteckscheiben an der Nordseite zeigen die Schilde des Hauses Habsburg und Johann Jakob Fuggers, auf der Rundscheibe ist das Wappen der Familie Harrach zu sehen. Die Rechteckscheiben an der Südseite weisen die Wappen Anna Rehlingers und Raimund Fuggers auf, auf der Rundscheibe ist das Wappen von Hans Jakob Fugger von Kirchberg und Weißenhorn zu sehen.
Die größeren Bleiglasfenster im Chor sind Stiftungen aus dem 19. Jahrhundert. Sie tragen die Signatur der Glasmalereiwerkstatt Bockhorni in München und wurden im Jahr 1896 ausgeführt.

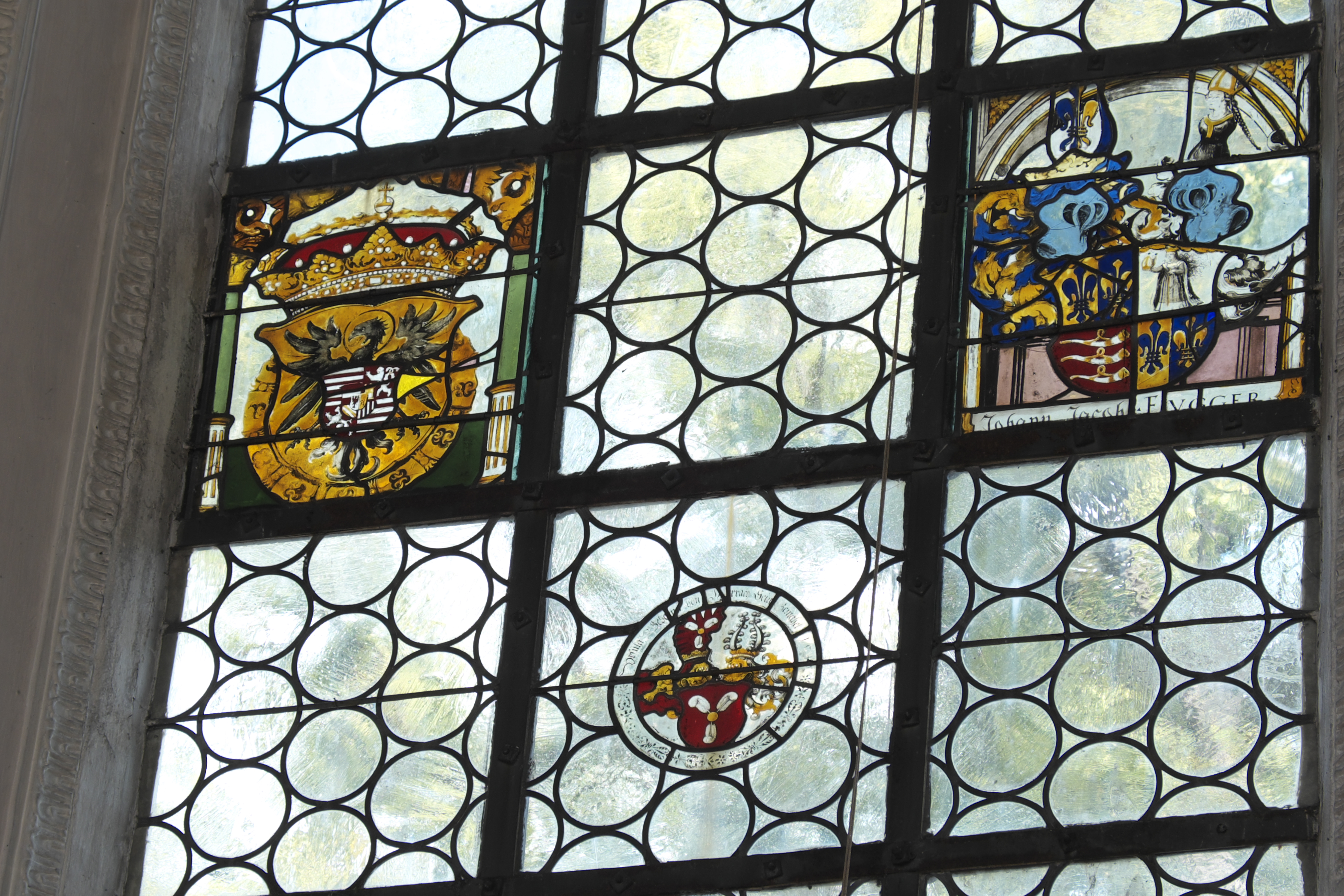
Wappen Habsburgs, Johann Jakob Fuggers und der Familie Harrach
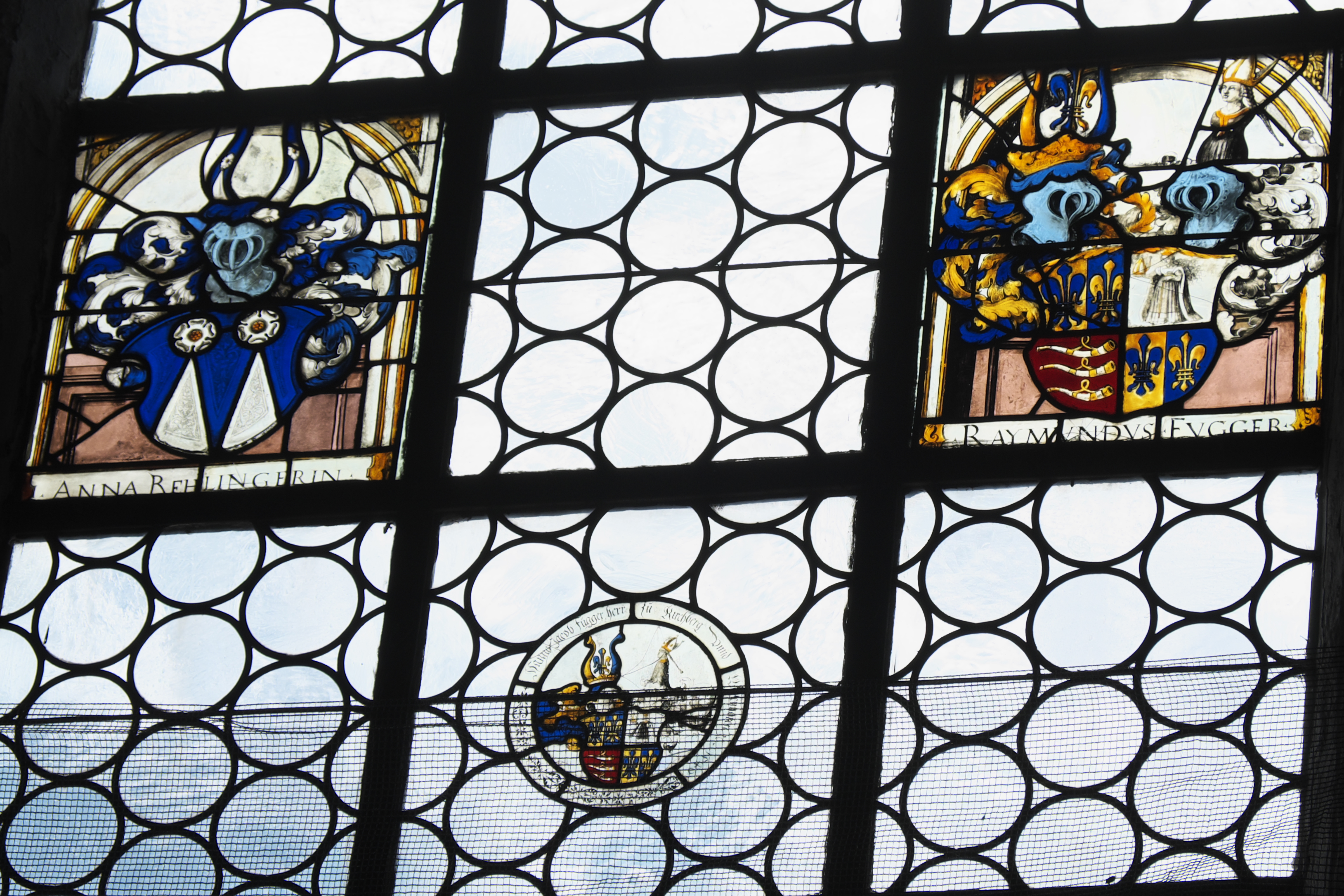
Wappen Anna Rehlingers, Raimund Fuggers und Hans Jakob Fuggers von Kirchberg und Weißenhorn

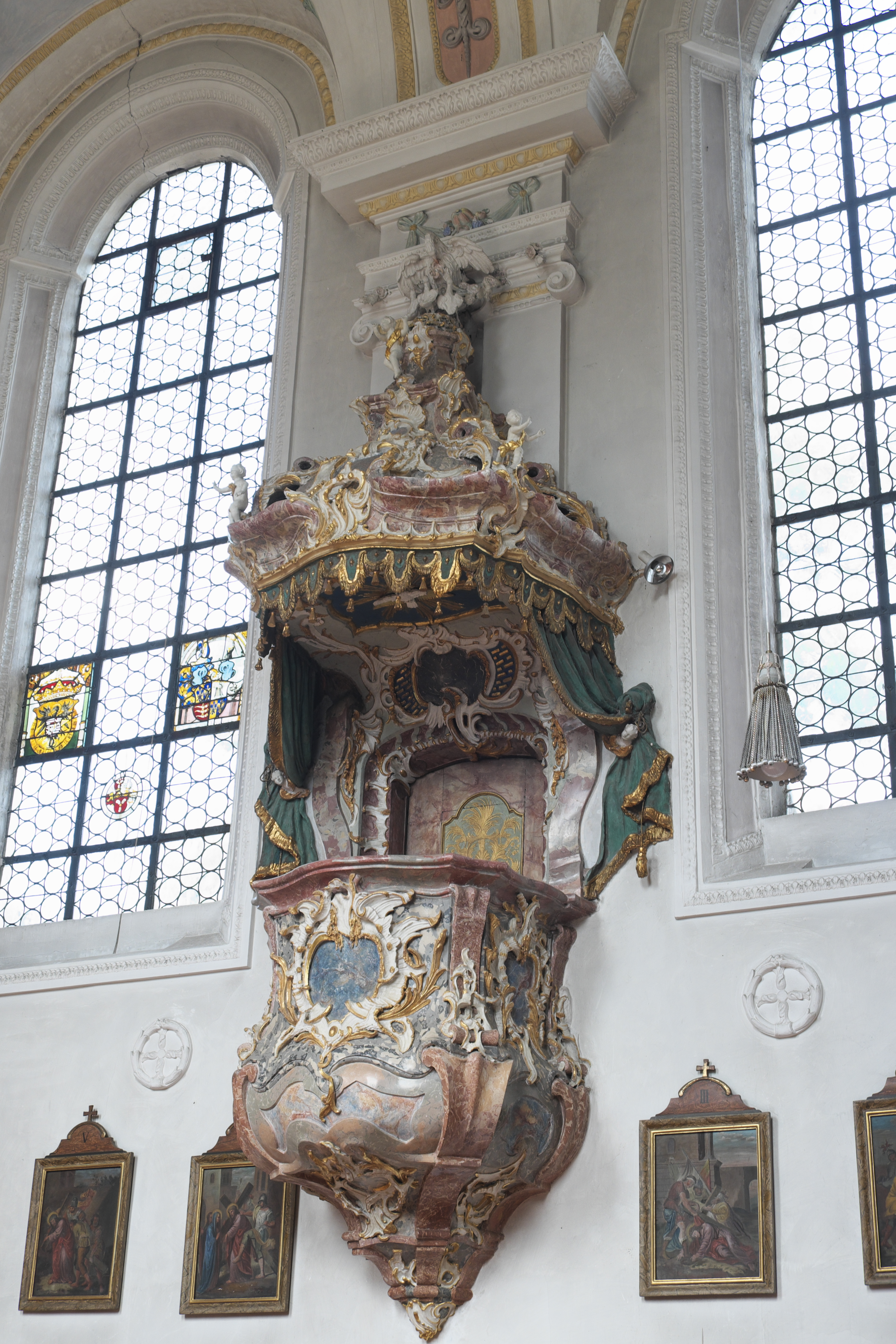
Rokokokanzel

## Ausstattung

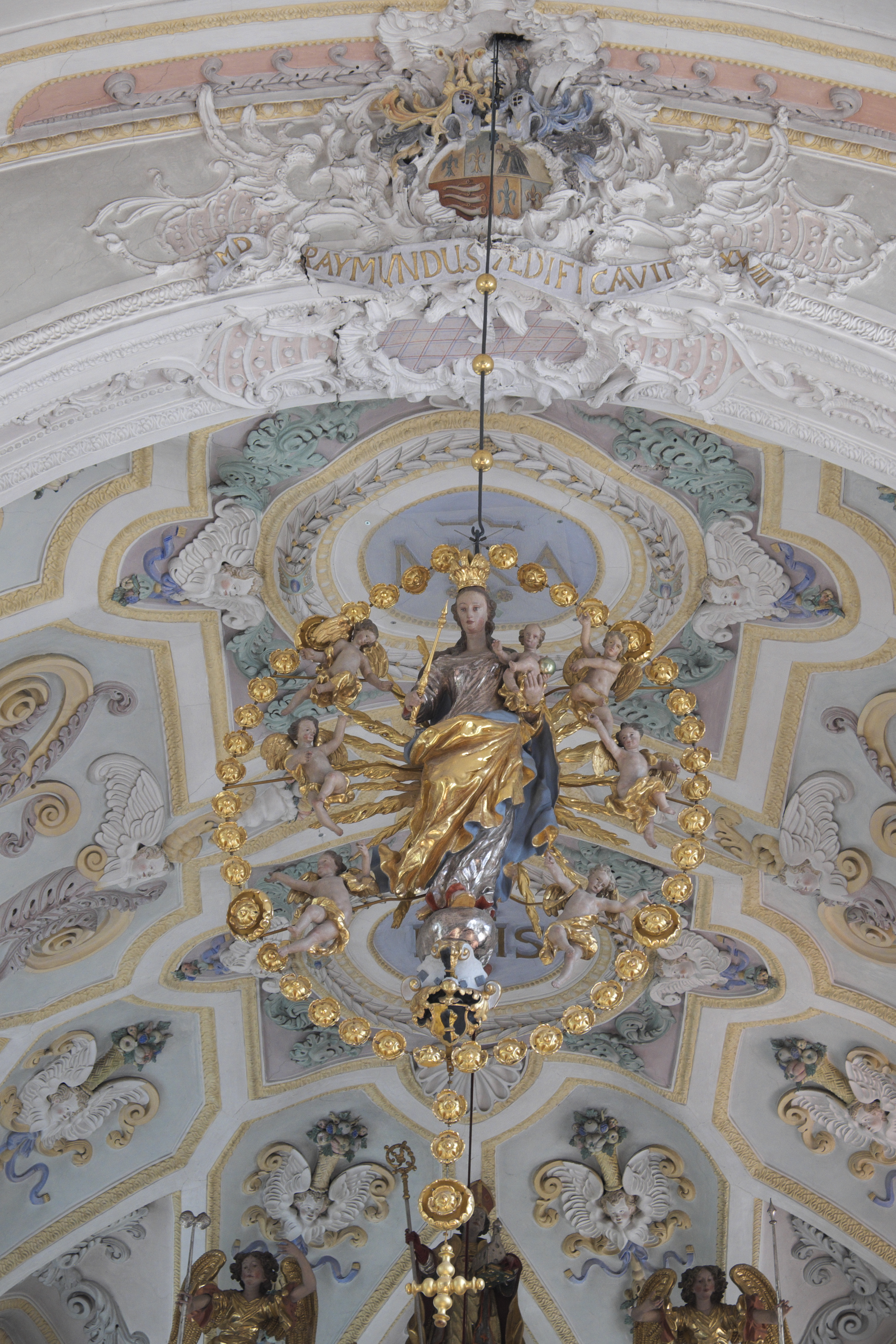
Rosenkranzmadonna

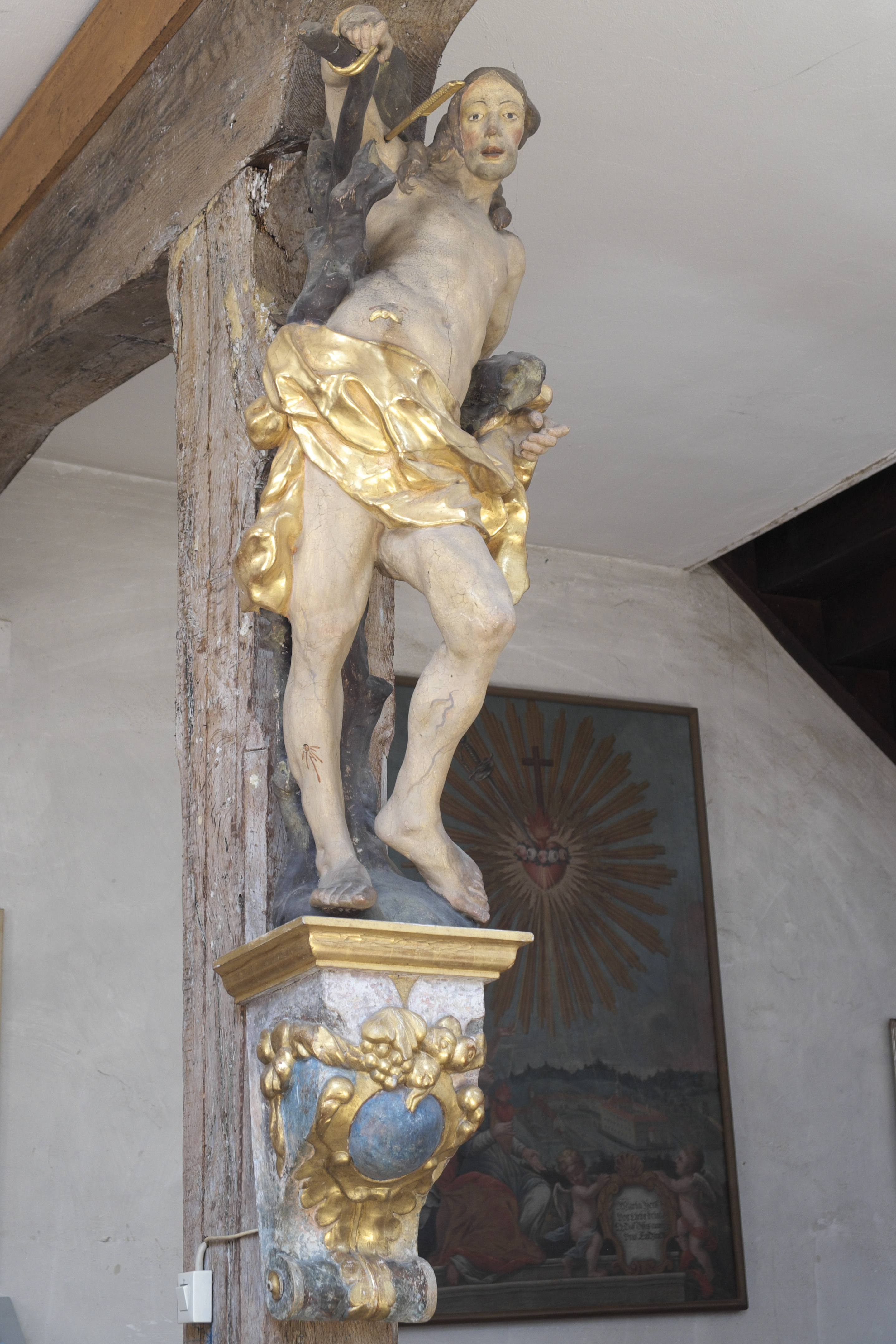
Heiliger Sebastian unter der Westempore

- Der Hochaltar wurde 1685 vom Augsburger Kistler (Schreiner) Gregor Schwamberger geschaffen. Zwei marmorierte Säulen mit korinthischen Kapitellen flankieren das Altarblatt mit der Kreuzabnahme Christi. Das Gemälde ist eine Arbeit Johann Georg Melchior Schmidtners und gilt als eine der bedeutendsten Zeugnisse des Augsburger Hochbarock. Den Altarauszug bekrönen Schnitzfiguren des Landsberger Meisters Lorenz Luidl. In der Mitte steht der heilige Wolfgang, die Dachungsengel tragen die Leidenswerkzeuge. Dazwischen schlagen kleinere Engelsfiguren die Glocken einer Uhr.
- Die Seitenaltäre sind Arbeiten von Andreas Bergmüller aus dem Jahr 1725 und bestehen ebenfalls aus marmoriertem Holz. Je zwei Säulenpaare flankieren Nischen mit geschnitzten Figurengruppen. Rechts erkennt man die Heilige Sippe aus der Werkstatt von Lorenz Luidl, die Muttergottes des linken Seitenaltares ist modernen Ursprungs. In den geschweiften Bildfeldern der Auszüge sind die heilige Barbara und die heilige Katharina (rechts) bzw. die heilige Margareta und der heilige Vitus dargestellt.
- Die Kanzel aus Stuckmarmor wurde 1756 von Jacob Jehle aus Obenhausen gefertigt, die Fassung schuf der einheimische Maler Pius Rampp. Über dem schwungvollen Korb mit Rocaillekartuschen trägt der Schalldeckel mit seiner Vorhangdraperie einen Pelikan. Das ursprüngliche Chronogramm „ClaMo VoCE Del“ mit der Jahreszahl 1756 ist heute verschwunden.
- Im Chor stehen links und rechts des Hochaltares zwei Vortragekreuze aus der ersten Hälfte des 18. Jahrhunderts. Am Chorbogen trägt eine Konsole eine kleine Figur des heiligen Sebastian. Eine größere Darstellung des Heiligen ist unter der Westempore zu sehen. Auch diese Bildwerke entstanden im 18. Jahrhundert. Aus dieser Zeit stammen auch die Pietà im Oratorium und die Kreuzigungsgruppe im Langhaus. Die Assistenzfiguren der Kreuzigung werden Lorenz Luidl zugeschrieben.
- Das bedeutendste Ausstattungsstück ist die große Rosenkranzmadonna über dem Choreingang. Die Gottesmutter wird von jubilierenden Engeln umgeben. Die Gruppe ist eine Stiftung des Pflegamtsverwalters Jakob Micheler, dessen Wappen unter der Hauptfigur angebracht wurde.
- In die Brüstungen der Westempore sind Ölbilder aus dem späten 17. Jahrhundert eingelassen. Die Bilder der oberen Empore stellen die vier Kirchenväter dar, die Bilder der unteren Empore die Apostel mit Christus.
- Unter der Empore hängen zwei Gemälde auf Leinwand mit Ansichten des Schlosses bzw. der Kirche und des Pfarrhofes aus der Zeit um 1714. Unter der Darstellung des Schlosses liest man die Inschrift: „Maria, Herz vor Liebe brinnt, o, dass dieses auch uns entzünd“. Neben den Ansichten zeigen die Bilder religiöse Motive wie das Herz Jesu.
- Die Orgel wurde 1947 von der Firma Steinmeyer erbaut und verfügt über 19 klingende Register bei elektropneumatischen Trakturen. Sie ersetzte ein einmanualiges Vorgängerinstrument von Max Maerz aus dem Jahr 1872.[3]

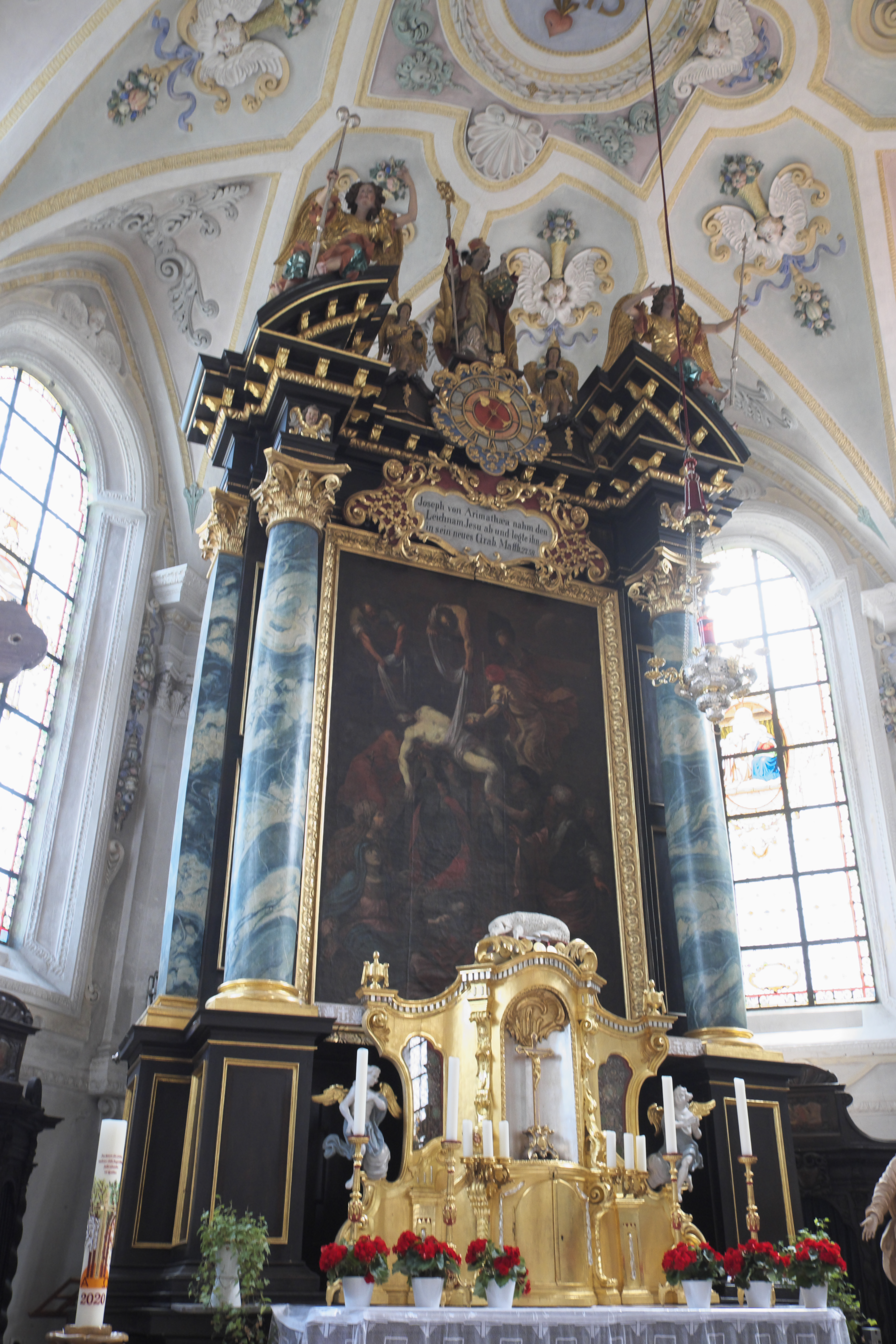
Hochaltar
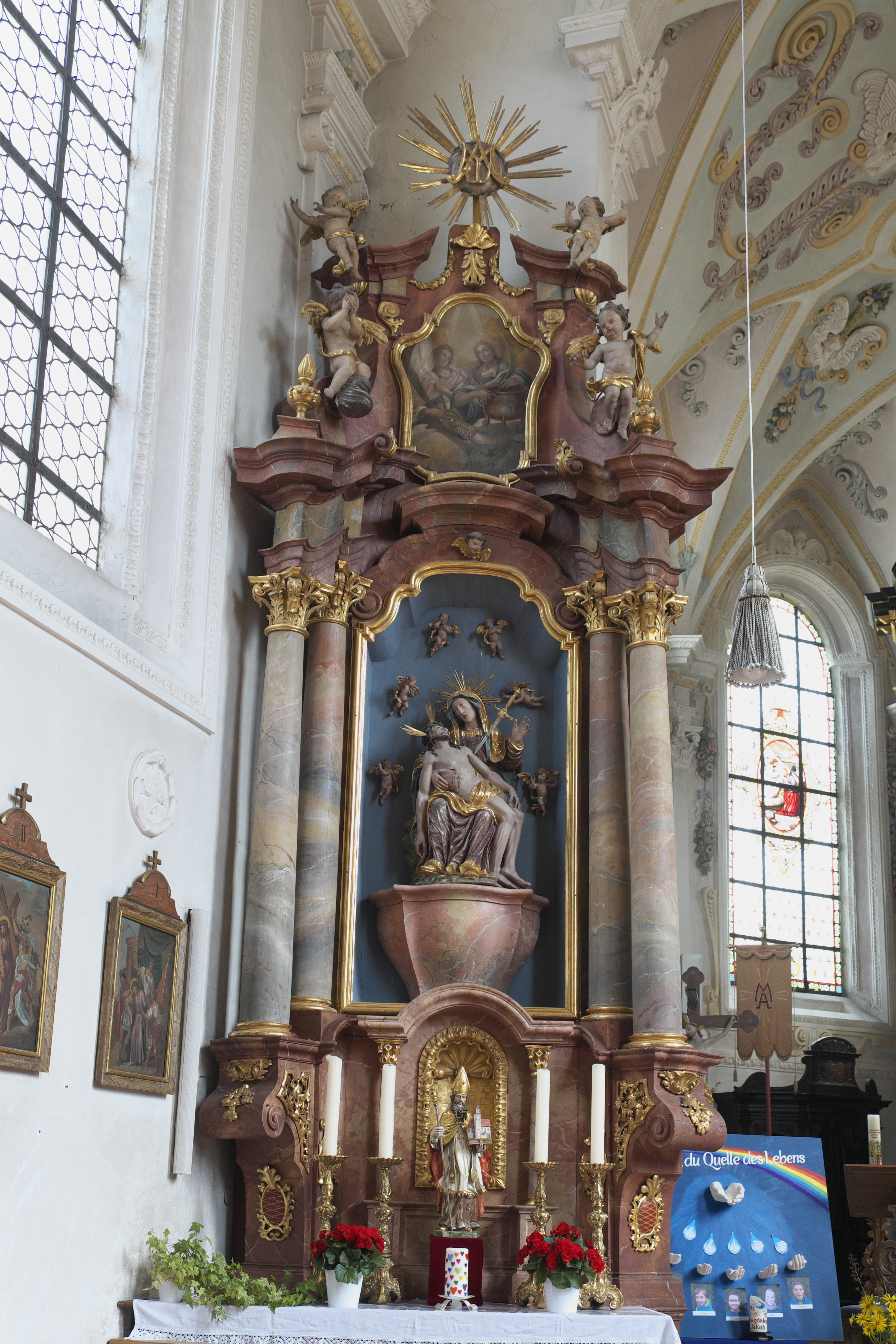
Linker Seitenaltar
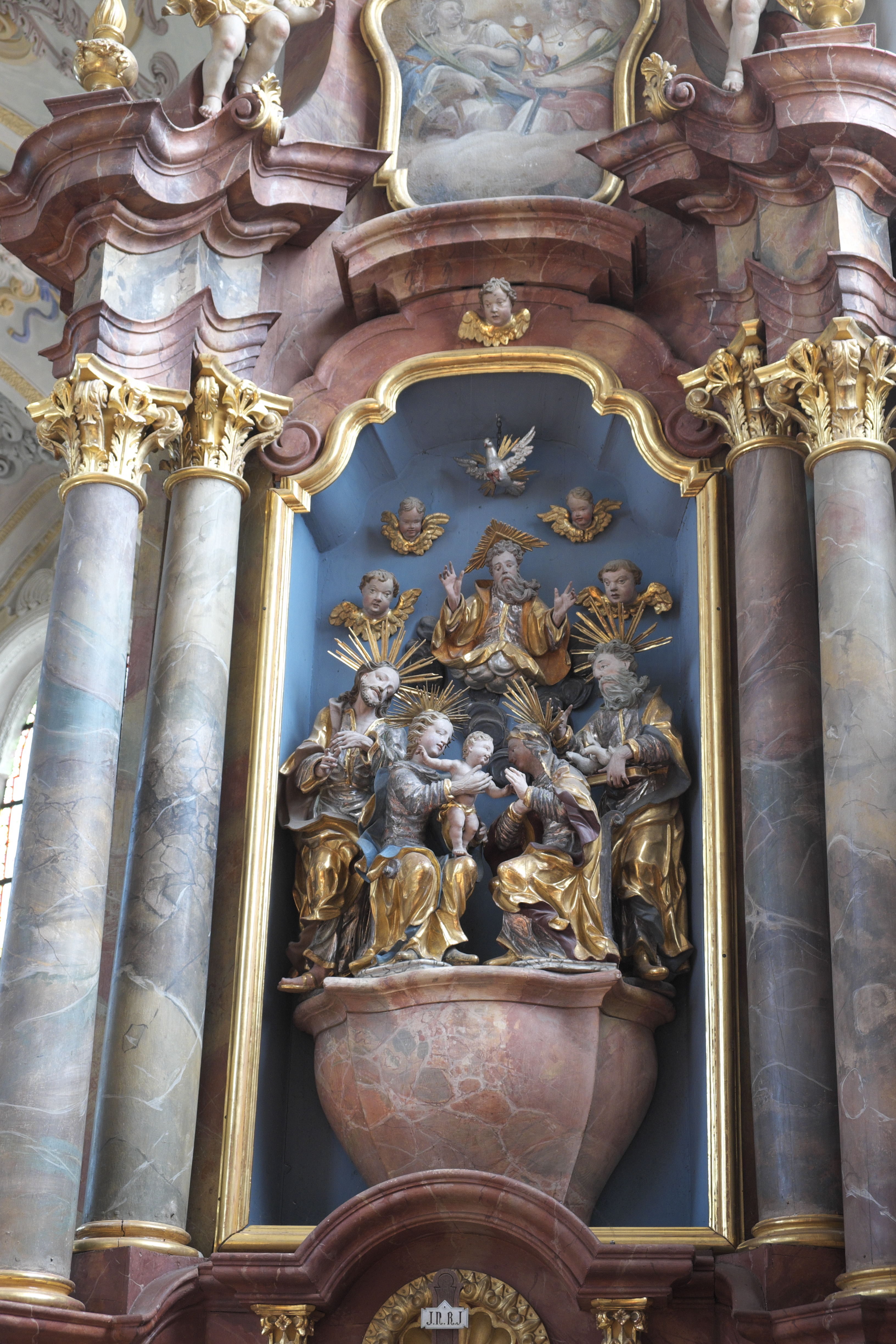
Rechter Seitenaltar

## Grabmäler

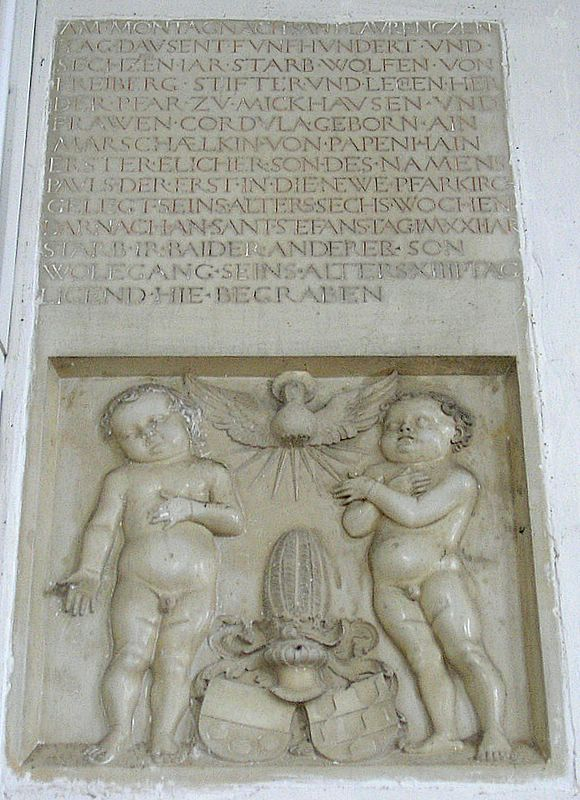
Epitaph für Paul und Wolfgang von Freyberg (um 1520); Knabenreliefs von Hans Daucher

Im Fußboden des Chores liegt die Grabplatte Paul Fuggers aus Solnhofener Kalkstein. Das Fugger-Doppelwappen umgeben Blattranken und die Inschrift: „Graf Paul Fugger Descendent begräbnus 1684“.
Neben dem Chorbogen ist das Epitaph für die Säuglinge Paul und Wolfgang von Freyberg in die Wand eingelassen. Die beiden Knaben starben 1516 und 1521 im Alter von sechs Wochen bzw. vierzehn Tagen. Das qualitätvolle Werk wird Hans Daucher zugeschrieben. Über der Darstellung der beiden nackten Kinder kündet eine lange Inschrift von ihrem kurzen Leben.